# Serveur d'impression

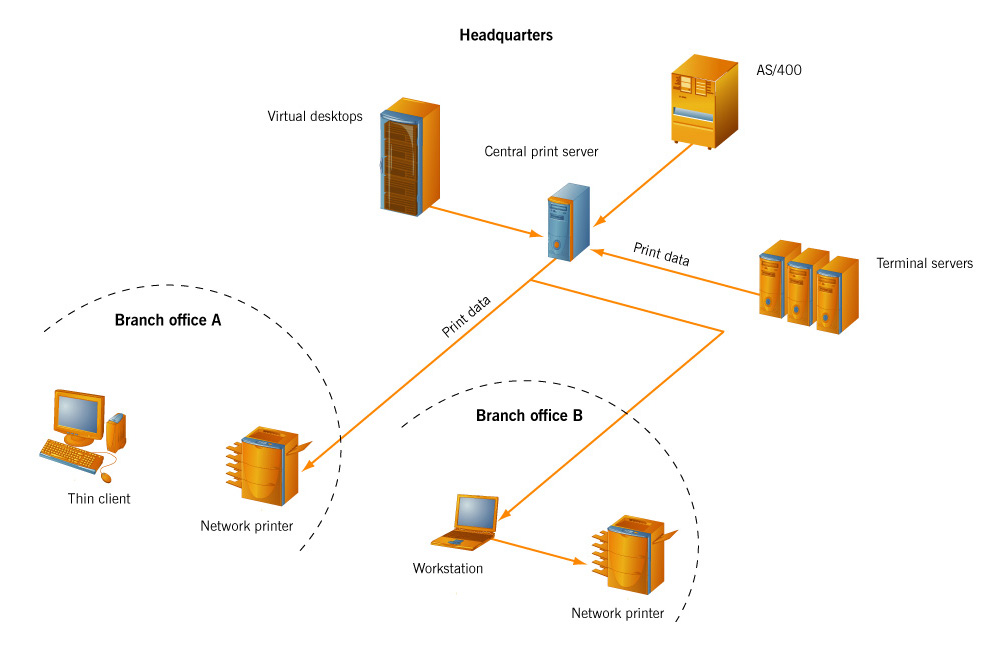
Schéma réseau d'impression déportée.

Un serveur d'impression est un serveur qui permet de partager une ou plusieurs imprimantes entre plusieurs utilisateurs (ou ordinateurs) situés sur un même réseau informatique.
Le serveur dispose donc :
- d'une connexion réseau (par exemple, un port RJ45 pour un réseau ethernet) gérant les protocoles réseaux (par exemple, TCP/IP, NetBEUI, AppleTalk) ;
- d'une ou plusieurs connexions à des imprimantes. La plupart des serveurs d'impression disposent de connexions USB ; certains disposent également de ports parallèles. Certains serveurs d'impressions ne sont pas connectés directement par leur câble d'interface aux imprimantes. Ces dernières sont connectées via le réseau, en effet, les imprimantes professionnelles sont généralement connectées directement sur le réseau pour permettre une répartition au sein des locaux de l'entreprise.

Le serveur d'impression peut être constitué d'un ordinateur qui partage une imprimante qui lui est directement connectée (ou à travers le réseau), ce peut également être un petit appareil spécialisé dédié. L'avantage de cette dernière solution est son faible prix. Un serveur d'impression doit toujours rester sous tension et il est préférable qu'il ait une adresse IP fixe.
Il peut être situé sur un poste client : à partir du moment où l'imprimante est connectée sur un ordinateur et que celle-ci est partagée, ce poste devient ce que l'on nomme un serveur d'impression.
Les documents à imprimer sont placés sur des files d'attente (spool) puis envoyés petit à petit à l'imprimante.
Le système d'impression qui est le plus utilisé aujourd'hui sous Linux et Unix est CUPS (Common Unix Printing System).
Pour communiquer avec les imprimantes et les clients, les serveurs d'impressions utilisent une grande variété de protocoles tels LPD/LPR, IPP utilisé par CUPS, NetBIOS, AppSocket utilisé par les serveurs d'impression JetDirect ou encore IPX/SPX.